# Base aérienne de Mozdok
La base aérienne de Mozdok, est une base militaire russe située en Ossétie du Nord, près de la ville de Mozdok, du Nord-Caucase.

## Historique
C'est la base du 485e régiment d'hélicoptères.
L’aérodrome a été utilisé comme base pour les bombardiers stratégiques Tu-95 de 1961 à 1998 et a ensuite été utilisé par des avions militaires pendant les première et deuxième guerres russo-tchétchène ainsi que pendant la guerre russo-géorgienne en 2008.
En juin 2003, une femme kamikaze fait exploser une bombe près d'un bus transportant des soldats et des civils vers l'aérodrome militaire de Mozdok, tête de pont des forces d'occupation russes en Tchétchénie. À la suite de l'attaque, au moins 16 personnes ont été tuées
Depuis l'été 2023, des bombardiers à long rayon d'action Tu-22M3 ont commencé à être basés sur l'aérodrome, pour lancer des frappes de missiles sur l'Ukraine.
En janvier 2024, il a été signalé que la Fédération de Russie préparait systématiquement des missiles Kh-47M2 Kinjal et Kh-22/32 (en), pour de nouvelles frappes sur le territoire de l'Ukraine. Deux avions MiG-31, au moins trois bombardiers Tu-22M3, cinq avions de transport Il-76 et au moins un An-26 étaient alors stationnés sur l'aérodrome de Mozdok qui comporte également de fausses cibles sous la forme d'un Tu-22M3 pour leurrer les attaques ukrainiennes.
Le 8 juin 2024, une attaque de drones a été enregistrée sur la base aérienne de Mozdok où sont basés les avions MiG-31K et Tu-22M3,,,.